# Henrique Chaves (Rennfahrer)

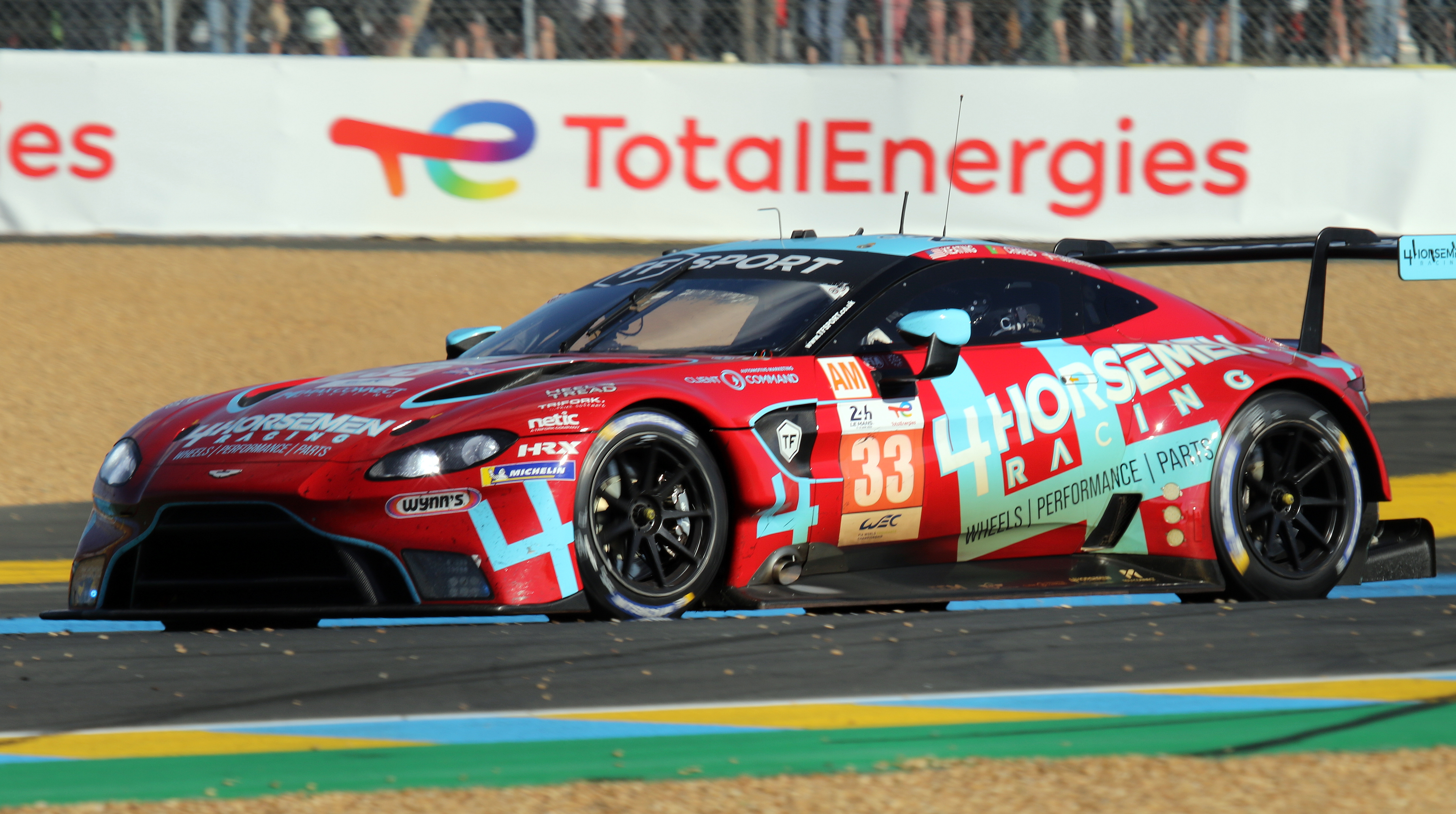
Der von Henrique Chaves beim 24-Stunden-Rennen von Le Mans 2022 gefahrene Aston Martin Vantage AMR

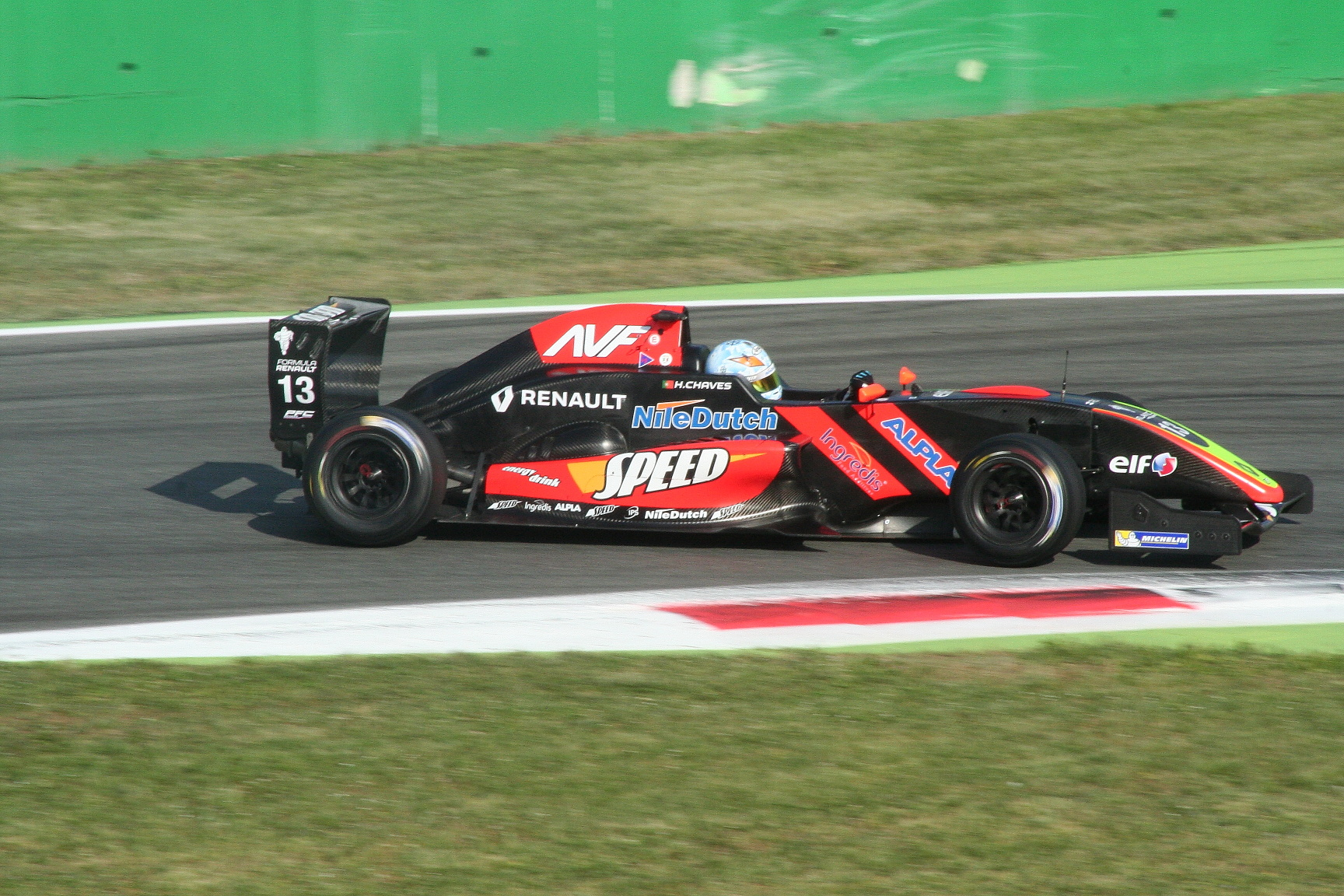
Henrique Chaves 2017 im Formel Renault Eurocup in Monza

Henrique Chaves (* 21. März 1997 in Torres Vedras) ist ein portugiesischer Autorennfahrer.

## Karriere als Rennfahrer
Henrique Chaves war als Teenager ein erfolgreicher Kartfahrer. Er war mehrmals Junioren-Meister und gewann 2013 das spanische und portugiesische X30-Championat. 2015 wechselte er in den Monopostosport und fuhr im Formula Renault 2.0 Eurocup, wo er den 13. Endrang erreichte (Meister Louis Delétraz). Im Jahr darauf beendete er diese Meisterschaft an der 15. Stelle (Meister Lando Norris).
Seit der Saison 2018 fährt Chaves GT- und Sportwagenrennen. Er ging in der European Le Mans Series an den Start und gewann 2020 die GT3-Pro-Jahreswertung der International GT Open und 2021 die Pro-Am-Wertung der Fanatec GT World Challenge Europe.
2022 war er Teampartner von Ben Keating und Marco Sørensen im TF-Sport-Aston Martin Vantage AMR. Das Trio gewann die GTE-Am-Klasse beim 24-Stunden-Rennen von Le Mans und dem 6-Stunden-Rennen von Fuji. Keating und Sørensen siegten Ende des Jahres in der FIA Endurance Trophy for GTE-Am-Drivers. Chaves erreichte den dritten Endrang, da er beim Saison-Eröffnungsrennen in Sebring nicht am Start war. Den einzigen Ausfall des Jahres hatte er beim 6-Stunden-Rennen von Monza, wo er in der Variante della Roggia zu schnell über die Randsteine fuhr. Dabei hob der Aston Martin ab, überschlug sich und prallte auf dem Dach liegend in die Streckenbegrenzung. Chaves blieb unverletzt.

## Statistik

### Le-Mans-Ergebnisse
| Jahr | Team     | Fahrzeug                 | Teamkollege | Teamkollege    | Platzierung             | Ausfallgrund |
| ---- | -------- | ------------------------ | ----------- | -------------- | ----------------------- | ------------ |
| 2022 | TF Sport | Aston Martin Vantage AMR | Ben Keating | Marco Sørensen | Rang 34 und Klassensieg |              |

### Einzelergebnisse in der FIA-Langstrecken-Weltmeisterschaft
| Saison | Team     | Rennwagen                | 1   | 2   | 3   | 4   | 5   | 6   |
| ------ | -------- | ------------------------ | --- | --- | --- | --- | --- | --- |
| 2022   | TF Sport | Aston Martin Vantage AMR | SEB | SPA | LEM | MON | FUJ | BAH |
| 2022   | TF Sport | Aston Martin Vantage AMR |     | 22  | 34  | DNF | 23  | 26  |